# Racopilum marginatum
Racopilum marginatum är en bladmossart som beskrevs av Hugh Neville Dixon 1918. Racopilum marginatum ingår i släktet Racopilum och familjen Racopilaceae. Inga underarter finns listade i Catalogue of Life.